# Lengyeltóti kistérség
A Lengyeltóti kistérség, más néven Pogányvölgye kistérség, Somogy megyében volt található, központja Lengyeltóti volt. 2014-ben, ahogy az összes többi kistérség is, megszűnt.

## Települései
| Buzsák  | Gyugy | Hács        | Kisberény | Lengyeltóti  |
| Öreglak | Pamuk | Somogyvámos | Somogyvár | Szőlősgyörök |

## Fekvése
A Lengyeltóti kistérség (Pogányvölgyi Többcélú Kistérségi Társulás) Somogy megye északi részén feküdt. Lakónépessége 2008-ban 11310 fő volt, területe 273 km², népsűrűsége 42 fő/km². A Lengyeltóti kistérség településhálózatát 10 település alkotta: Buzsák, Gyugy, Hács, Kisberény, Lengyeltóti, Öreglak, Pamuk, Somogyvámos, Somogyvár és Szőlősgyörök. A települések déli irányban 15 kilométerre helyezkednek el a Balaton-parttól, a kistérség a Balaton-part tipikus háttérterülete volt.

## Nevezetességei
Buzsák: buzsáki Tájház, faluház, Fehér Kápolna, Nagyboldogasszony római katolikus templom, János-hegyi pincesor, Csisztafürdő.
Gyugy: Árpád-kori templom, Kacskovics-kastély, 2007-ben felszentelt Örökkévalóság parkja.
Hács: evangélikus templom, római katolikus templom, béndeki középkori kápolna és klasszicista templom, Gárdony-pusztai kőkereszt és a halastó.
Lengyeltóti: római katolikus templom, Zichy-kastély.
Öreglak: Római katolikus (Szent Anna-) templom, Jankovich-kúria, római katolikus kápolna, millenniumi emlékoszlop.
Somogyvámos: Pusztatemplom, halastavak, Krisna-völgy.
Somogyvár: Szent Egyed bencés apátság romjai, Széchenyi-kastély, Szentesica-forrás.
Pamuk: római villa romjai

## Külső hivatkozások
Szilágyi Dániel: Lengyeltóti kistérség helyzetelemzése, Budapest 2010
- http://www.poganyvolgy.hu/ Archiválva 2012. június 6-i dátummal a Wayback Machine-ben
- https://web.archive.org/web/20160305053448/http://poganyvolgy.blog.hu/
- http://lengyeltoti.lap.hu/